# Вердер (Людвігслуст-Пархім)
Вердер (нім. Werder) — громада в Німеччині, розташована в землі Мекленбург-Передня Померанія. Входить до складу району Людвігслуст-Пархім. Складова частина об'єднання громад Ельденбург-Любц.
Площа — 18,08 км2. Населення становить 340 ос. (станом на 31 грудня 2020).